# Сим-сим, откройся
«Сим-сим, откройся!» (вариант — «Сезам, откройся!») — заклинание, которое в сказке «Али-Баба и сорок разбойников» открывает вход в пещеру с сокровищами. Чтобы выйти из пещеры, нужно произнести слова: «Сим-сим, закройся!»
Во французском оригинале Галлана эти слова звучат Sésame, ouvre-toi, то есть «Сезам, откройся». Сезам — принятое в языках Западной Европы название кунжута. Согласно сюжету сказки, брат Али-Бабы проникает в пещеру, но не может из неё выбраться, так как путает сезам с семенами других растений.
Стит Томпсон писал о том, что слова «Сезам, откройся!» иллюстрируют распространённый у многих народов мира сказочный мотив D1552.2: волшебные слова, открывающие доступ внутрь горы.
В русском переводе М. А. Салье вместо «сезам» использовано арабское слово «сим-сим», означающее всё тот же кунжут. Есть версия, что автор сказки хотел уподобить звук распахивания пещеры треску лопающейся от спелости коробочки с семенами кунжута.
Немецкому исследователю Ф. Э. Пайзеру принадлежит версия о том, что сходство заклинания с названием кунжута возникло случайно, а само заклинание восходит к каббалистической формуле šem-šamáįm или же к удвоенному имени Бога на иврите (šemšem).